# Sialkot
Sialkot (en ourdou : le سیالکوٹ) est une ville située dans le nord de la province du Pendjab au Pakistan aux pieds des crêtes enneigées du Cachemire près du fleuve Chenab. Elle se trouve à environ 125 kilomètres au nord-est de Lahore et seulement à quelques kilomètres de Jammu.
C'était l'ancienne Sagala, capitale du roi indo-grec Ménandre Ier.
La ville est peuplée de plus de 911 000 habitants selon le recensement de 2023.

## Histoire
« Sagala » ou « Sangala », qui désignait en grec ancien l'actuelle cité de Sialkot, au Pakistan, se trouve dans le nord du Pendjab. C'était la capitale du royaume gréco-bactrien de Ménandre Ier, fils de Démétrios. Les habitants de la région l'appelaient Sakala dans l’Antiquité.

### D'après le Mahabharata
On y retrouve le nom de Sakala, avec une rivière nommée Apaga, et un clan des Vahikas appelé clan des Djarttika (Mbh 8:44). Nakoula, se rendant à Sakala, ville des Madras, fit accepter par amour par son oncle Chalya l'audace des Pandava (Mbh 2:31).

### Destruction par Alexandre le Grand

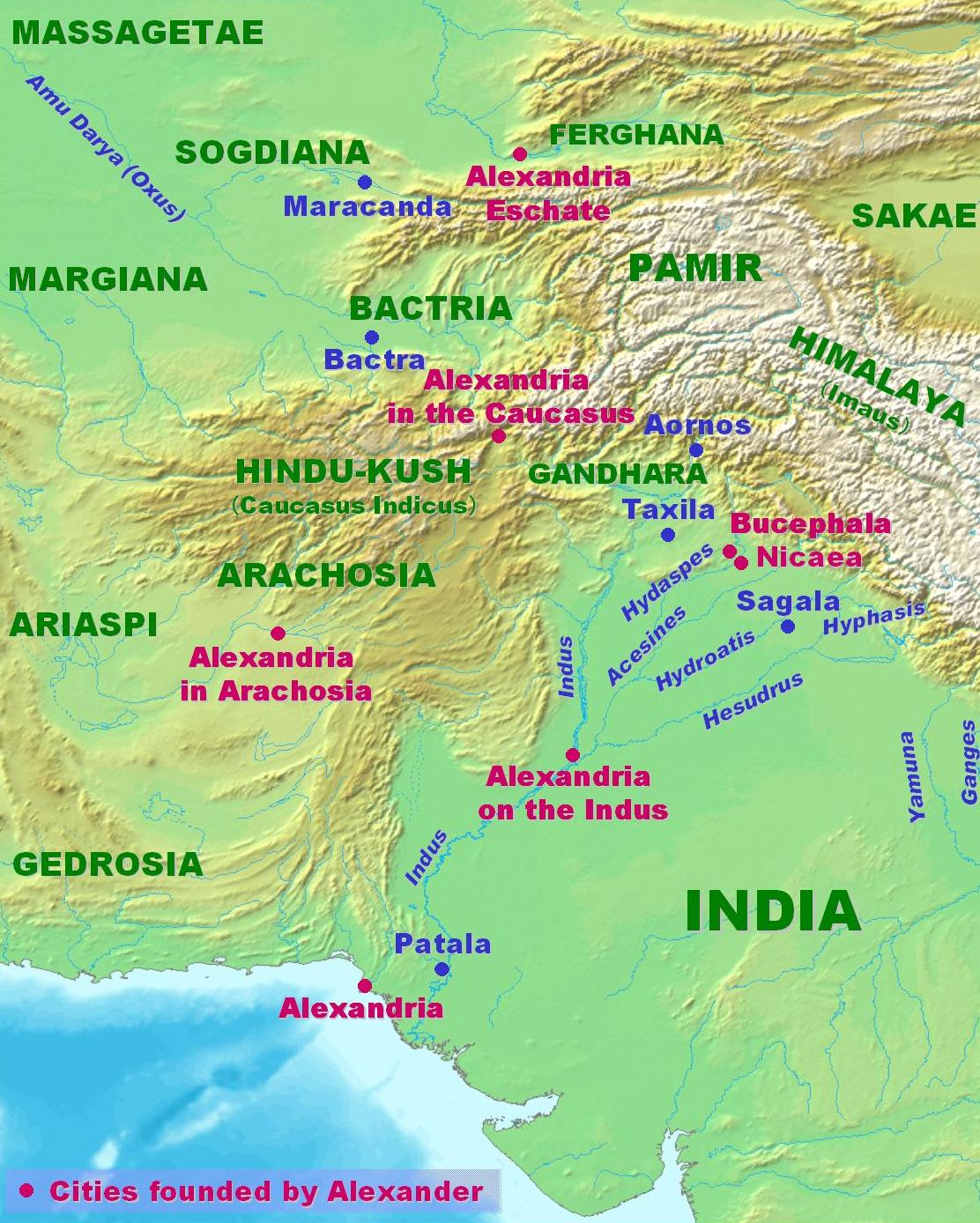
Sagala était une forteresse du Pendjab oriental, marquant la limite extrême des campagnes d’Alexandre en Asie (Pakistan).

Cette ville est mentionnée dans la geste d'Alexandre le Grand dans les colonies perses d’Asie orientale. Après avoir franchi l'Hydraotes, Alexandre, rejoint par Porus et ses éléphants ainsi que 5 000 guerriers indiens, mit le siège devant Sagala, où les Cathéens s'étaient retranchés. Une fois prise, la ville fut rasée et ses habitants mis à mort :

« Les Cathéens... disposaient d'une forte cité, du nom de Sangala, près de laquelle ils comptaient mettre leur camp. (...) Le jour suivant Alexandre fit reposer son armée, avant de marcher sur Sangala le surlendemain, où les Cathéens et leurs voisins, qui s'étaient ralliés à eux, s'étaient massés devant les murs de la ville. (...) C'est à ce même moment que survint Porus, avec le reste des éléphants et 5 000 hommes. (...) Alexandre s'en retourna vers Sangala, fit raser les remparts de la cité et s'empara de ses territoires. »

— Arrien, L’Anabase d’Alexandre, V.22-24.
Sagala, une fois reconstruite, devint la tête de pont des Grecs et fut annexée à l'empire d'Alexandre.

### Le royaume gréco-bactrien
Sagala fut la capitale du roi gréco-bactrien Ménandre (entre 160 et 135 av. J.-C.), en sanskrit « Milinda ».
Plusieurs villes gréco-bactriennes possédaient une architecture grecque. Contrairement aux autres satrapies, les sources littéraires indiquent que les Grecs et la population autochtone de villes comme Sagala vivaient en relative harmonie, certains indigènes exerçant même des fonctions publiques et quelques Grecs se convertissant même au Bouddhisme et épousant les traditions locales.
Mais les meilleures descriptions de Sagala nous viennent du Milinda Panha, un dialogue entre le roi Ménandre et le moine bouddhiste Nagasena. Certains historiens, à l'instar de Sir Tarn, estiment que ce document est postérieur d'un siècle environ au règne du roi Ménandre, ce qui témoignerait du souvenir de prospérité et de bienveillance laissé parmi ses sujets ; cela confirme la théorie selon laquelle le souverain aurait même été considéré comme un « Chakravartin ».
Dans le Milinda-panha, la ville de Sagala est ainsi décrite :

« Il y a au pays des Yonaka un grand centre de commerce : la ville appelée Sâgala, située dans une région délicieuse, bien arrosée et vallonnée, couverte de jardins, de vergers, de lacs et de fontaines, un paradis de rivières, de montagnes et de bois. De sages architectes en ont dessiné les rues, et ses habitants ne connaissent pas l'oppression, puisque tous les ennemis et adversaires ont été vaincus. Elle est fortifiée de plusieurs tours imposantes et de remparts, avec de belles portes décorées d'arches ; au centre, la citadelle royale au murs blancs et fossés profonds. Ses rues sont tracées régulièrement, à angle droit avec des carrefours et des marchés. Les innombrables marchandises dont regorgent ses échoppes sont bien en évidence. Elle est parsemée de centaines d'aumôneries de toute taille, et de milliers de magnifiques maisons qui se dressent vers le ciel comme les montagnes de l'Himalaya. Ses rues sont encombrées d'éléphants, de chevaux, de chariots et de piétons, on y croise hommes élégants et belles femmes, et de toute condition : brahmanes, nobles, artisans et esclaves. Les rues résonnent de cris de bienvenue pour les prosélytes de toute obédience, et c'est dans cette cité que résident les grands maîtres des différentes sectes. Dans les  échoppes on trouve des mousselines de Bénarès, des étoffes de Kotoumbara et des habits de toute espèce ; les bazars, où s'exhibent profusion de fleurs et de parfums, exhalent de bonnes odeurs. Il y a là quantité de pierres précieuses, tant que le cœur en peut désirer, et les guildes des marchands en tout raffinement offrent leurs marchandises sur des bazars ouverts à la face du ciel. La ville regorge tant d'argent, de plats de bronze, d'or et d'argent incrustés de pierreries, que c'en est une véritable mine aux trésor. Il s'y étale une multitude d'entrepôts plein de grains, d"aliments et de boissons de toutes sortes, de sirops et de gâteaux. Elle rivalise en richesse avec Uttara-kuru, et son éclat égale celui d’Âlakamandâ, la ville des dieux. »

— Les Questions du roi Milinda, trad. par T. W. Rhys Davids (1890)

### L'ère Sounga

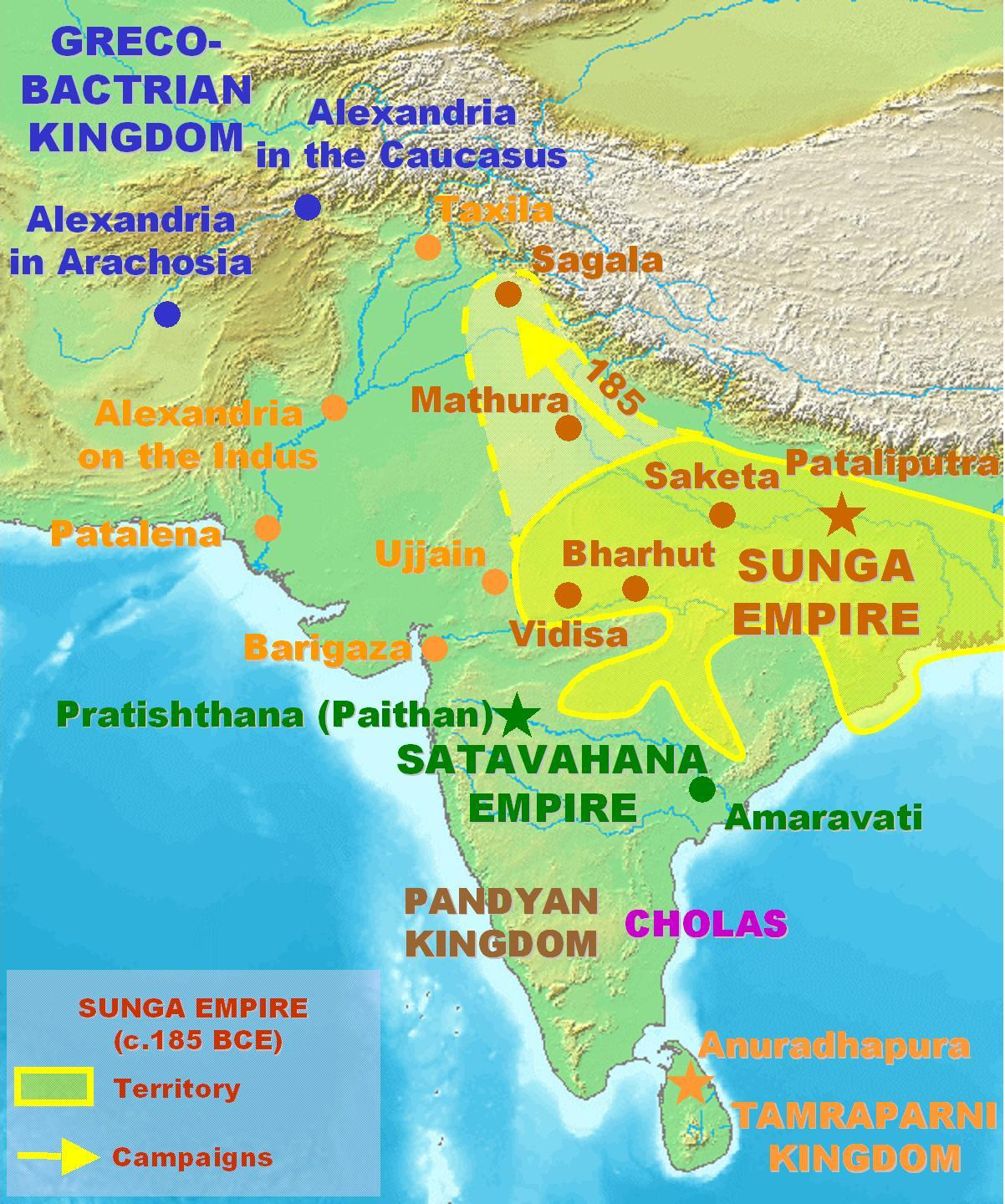
Sagala au sein de l'empire des Chounga, entre 185 et 73 av. J.-C.

Après avoir détruit l'Empire Maurya, Pouchyamitra Sounga établit son propre empire et l'étendit au nord-ouest jusqu'à Sagala. Selon l'Açoka-vadana (IIe siècle) :

« Alors le roi Pouchyamitra leva quatre armées et, déterminé à en finir avec la religion bouddhiste, marcha vers le pays de Kukkutarama. (...) C'est ainsi que Pouchyamitra détruisit les monastères (sangharama), fit exécuter leurs moines et reprit sa marche. Au bout d'un certain temps, il arriva à Sakala et proclama qu'il offrait 100 dinars de récompense à quiconque lui apporterait la tête d'un moine bouddhiste. »

— Shramana, Açokavadana, 133 ; trad. par John Strong.
Dans la Géographie de Ptolemée (Ier siècle), la ville est dénommée « Sagala ou Euthydemia. »

### L'invasion des Hephtalites
Devenu chef des Huns Hephtalites (512-528), Mihirakoula, fils de Toramâna,  envahit l’Inde du Nord et établit sa capitale à Sakala. Il est cité comme adorateur du dieu hindou Shiva dans une inscription du temple du soleil situé dans le territoire de Gwalior. D’après la Râja-taranginî, c’est un tyran d’une grande cruauté.

## Économie

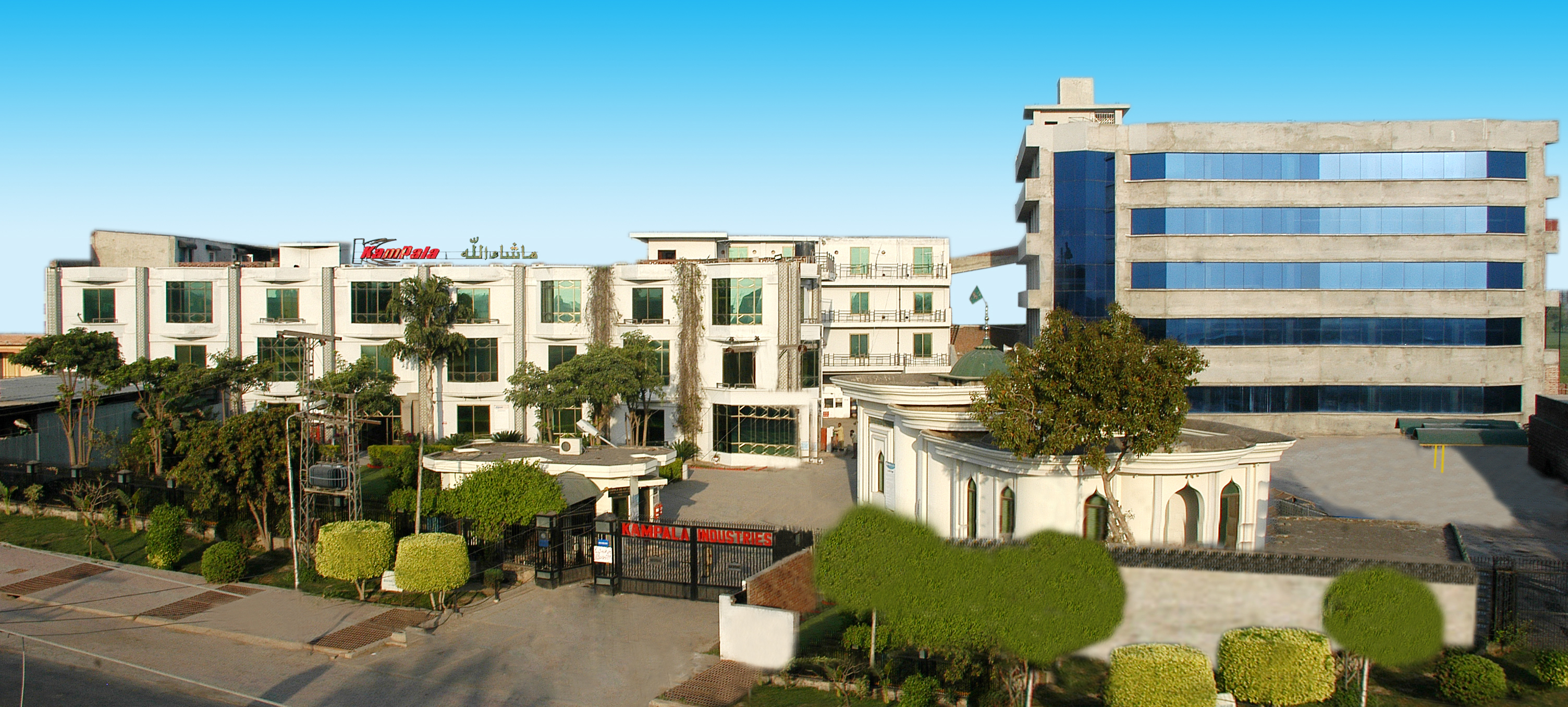
Complexe industriel Kampala.

Elle est l'un des centres industriels principaux du Pakistan, bien connu pour la fabrication et l'exportation d'instruments chirurgicaux, d'instruments de musique, d'articles de sports (notamment des balles de baseball cousues main), de maroquinerie, de textile et de nombreux autres produits.
La ville concentre ainsi les deux-tiers de la production mondiale de ballons de sports. Les conditions de travail sont souvent déplorables.

## Démographie
La population de la ville a été multipliée par plus de trois entre 1972 et 2017, passant de 203 650 habitants à 655 852 lors du recensement de 2017. Entre 1998 et 2017, la croissance annuelle se situe à 2,4 %, soit le même niveau que la moyenne nationale. Selon le recensement de 2023, la population grimpe à 911 817 habitants.
La ville est essentiellement pendjabie, puisque près de 86 % des habitants en parlent la langue. Environ 10 % des habitants ont l'ourdou pour langue maternelle, tandis qu'on compte quelques minorités Pachtounes parlant pachto (3 %).
Essentiellement musulmane, la ville inclut une petite minorité chrétienne, comptant plus de 50 000 fidèles, soit presque 4 % des habitants de la ville.
La ville compte l'un des plus fort taux d'alphabétisation du pays, à 83 % en 2023 (contre une moyenne nationale de 61 %), dont 84 % pour les hommes et 82 pour les femmes.
Elle est la septième plus grande ville de la province du Pendjab et la douzième au niveau national.
|            | 1972 (rec.) | 1981 (rec.) | 1998 (rec.) | 2017 (rec.) | 2023 (rec.) |
| ---------- | ----------- | ----------- | ----------- | ----------- | ----------- |
| Population | 203 650     | 302 009     | 421 502     | 655 852     | 911 817     |

## Enseignement
Une université des sciences et de technologie a été installée à Sialkot (près de Sambrial) avec la collaboration suédoise. Une université médicale y a également été fondée. Un institut polytechnique et une école d'infirmiers s'y trouvent aussi.

## Aéroport international de Sialkot
Une base de l'armée du Pakistan (cantonnement de Sialkot) est située à côté de la ville. L'aéroport international de Sialkot (SIAL) dessert la région de Sialkot, Gujranwala et Gujrat.

## Politique
Depuis le redécoupage électoral de 2018, la ville est représentée par les deux circonscriptions no 36 et 37 à l'Assemblée provinciale du Pendjab. Lors des élections législatives de 2018, elles sont remportées par un candidat du Mouvement du Pakistan pour la justice et un de la Ligue musulmane du Pakistan (N),.
| Parti                                      | Voix    | %       | Élus provinciaux |
| ------------------------------------------ | ------- | ------- | ---------------- |
| Mouvement du Pakistan pour la justice      | 98 048  | 44,03 % | 1                |
| Ligue musulmane du Pakistan (N)            | 93 389  | 41,94 % | 1                |
| Muttahida Majlis-e-Amal                    | 12 775  | 5,74 %  | 0                |
| Tehreek-e-Labbaik Pakistan                 | 9 872   | 4,43 %  | 0                |
| Autres partis                              | 6 151   | 2,76 %  | 0                |
| Indépendants                               | 2 425   | 1,09 %  | 0                |
| Total exprimés (participation : 51,39 %)   | 222 660 | 100 %   | 2                |
| Source : Commission électorale du Pakistan |         |         |                  |

## Personnalité
- Mohamed Iqbal (1877-1938), Écrivain musulman de l'Inde, y est né.
- Rehman Malik (1951-2022), Homme politique pakistanais, y est né.